# 三烯丙基胺
三烯丙基胺是一种含氮有机化合物，结构简式N(CH2CH=CH2)3，属于一种叔胺，常温常压下为无色液体，有氨的气味 。